# Over There
Over There – popularna amerykańska piosenka wojenna, która zdobyła duży rozgłos podczas obu wojen światowych. Utwór został napisany w 1917 roku przez George’a M. Cohana, choć bardziej znane są wersje nagrane przez takich artystów jak Nora Bayes, Enrico Caruso czy Billy Murray.
Piosenka stała się popularna jeszcze podczas I wojny światowej, stając się obok irlandzkiej piosenki „It’s a Long Way to Tipperary” najbardziej znanym angielskojęzycznym utworem z tamtej wojny. W 1941 roku prezydent Franklin D. Roosevelt uhonorował Cohana odznaczeniem Congressional Gold Medal między innymi za tę kompozycję. 

## Tekst piosenki

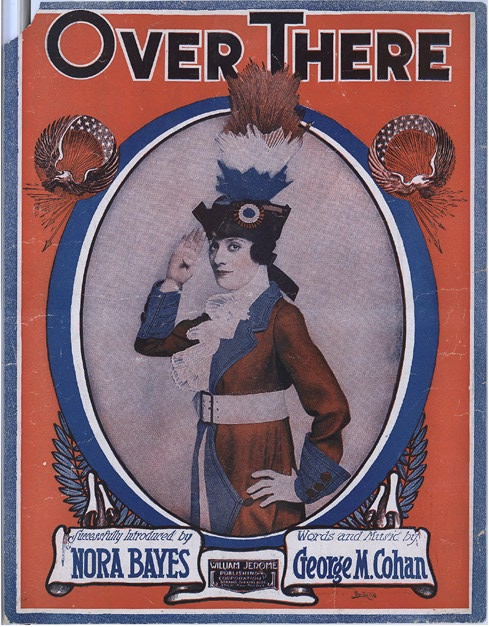
Okładka nut piosenki (1917)

Wersja nagrana przez Billy’ego Murraya:
Zwrotka pierwsza
Johnny get your gun, get your gun, get your gun
Take it on the run, on the run, on the run
Hear them calling you and me
Every Son of Liberty
Hurry right away, no delay, go today
Make your Daddy glad to have had such a lad
Tell your sweetheart not to pine,
To be proud her boy's in line
Zwrotka druga
Johnny, get your gun, get your gun, get your gun
Johnny, show the Hun you're a son-of-a-gun
Hoist the flag and let her fly
Yankee Doodle, do or die
Pack your little kit, show your grit, do your bit
Yankee to the ranks from the towns and the tanks
Make your Mother proud of you
And the old red-white-and-blue
Refren
Over there, over there,
Send the word, send the word over there
That the Yanks are coming, the Yanks are coming
The drum's rum-tumming everywhere
So prepare, say a prayer,
Send the word, send the word to beware
We'll be over, we're coming over
And we won't come back till it's over, over there